# Pidu
Pidu léase Pi-Dú (en chino: 郫都区 , pinyin:Pídū Qū) es un distrito urbano bajo la administración directa de la Subprovincia de Chengdu, capital provincial de Sichuan. El distrito yace en una llanura con una altitud promedio de 520 m s. n. m., ubicada a 10 km al noroeste del centro financiero de la ciudad, formando parte de la zona metropolitana de Chengdu. Su área total es de 437 km² y su población proyectada para 2013 fue de 526 200 habitantes.
La división de la ciudad también es conocida como Pixian , que significa literalmente Condado Pi, tal administración fue abolida el 26 de noviembre de 2016 cuando el Consejo de Estado abolió el condado ascendiendo la ciudad a distrito.

## Administración
El distrito de Pidu se divide en 16 pueblos que se administran en 3 subdistritos y 13 poblados.

## Historia
Durante el periodo de los Reinos Combatientes la zona pertenecía al reino Shu. En el año 314 a. C. fue conquistada por el estado Qin y dos años después fue organizada como Condado Pi.
En el siglo XIX el condado adquirió fama por la calidad del cultivo del tabaco en la región.
Ahora busca atraer empresas de electrónica, en 2015, solicitó la nivelación a distrito, el cual le fue dado a finales de 2016.

## Geografía
El distrito de Pidu está ubicado en el suburbio noroeste de Chengdu , en el centro de la llanura de Chengdu . El área de la ciudad está al este de las montañas Shishan (石山). El sureste de la ciudad está bordeado por el distrito de Jinniu, donde es bañada por los ríos  Puyang (蒲阳河) y Baitiao (柏条河).
El terreno está dominado por pequeñas presas. Hay un pequeño pedazo de tierra montañoso en la esquina noroeste, llamada "Yongshanzi", que es la única colina en toda el área. Se encuentra entre 630~653 metros sobre el nivel del mar , 10~20 metros más alto que las llanuras circundantes, cubre un área de 4,42 km² , lo que representa aproximadamente el 1% del área total.